# 197192 Kazinczy
A 197192 Kazinczy (ideiglenes jelöléssel (197192) 2003 VK) a Naprendszer kisbolygóövében található aszteroida. Sárneczky Krisztián fedezte fel 2003. november 5-én.